# Uirō

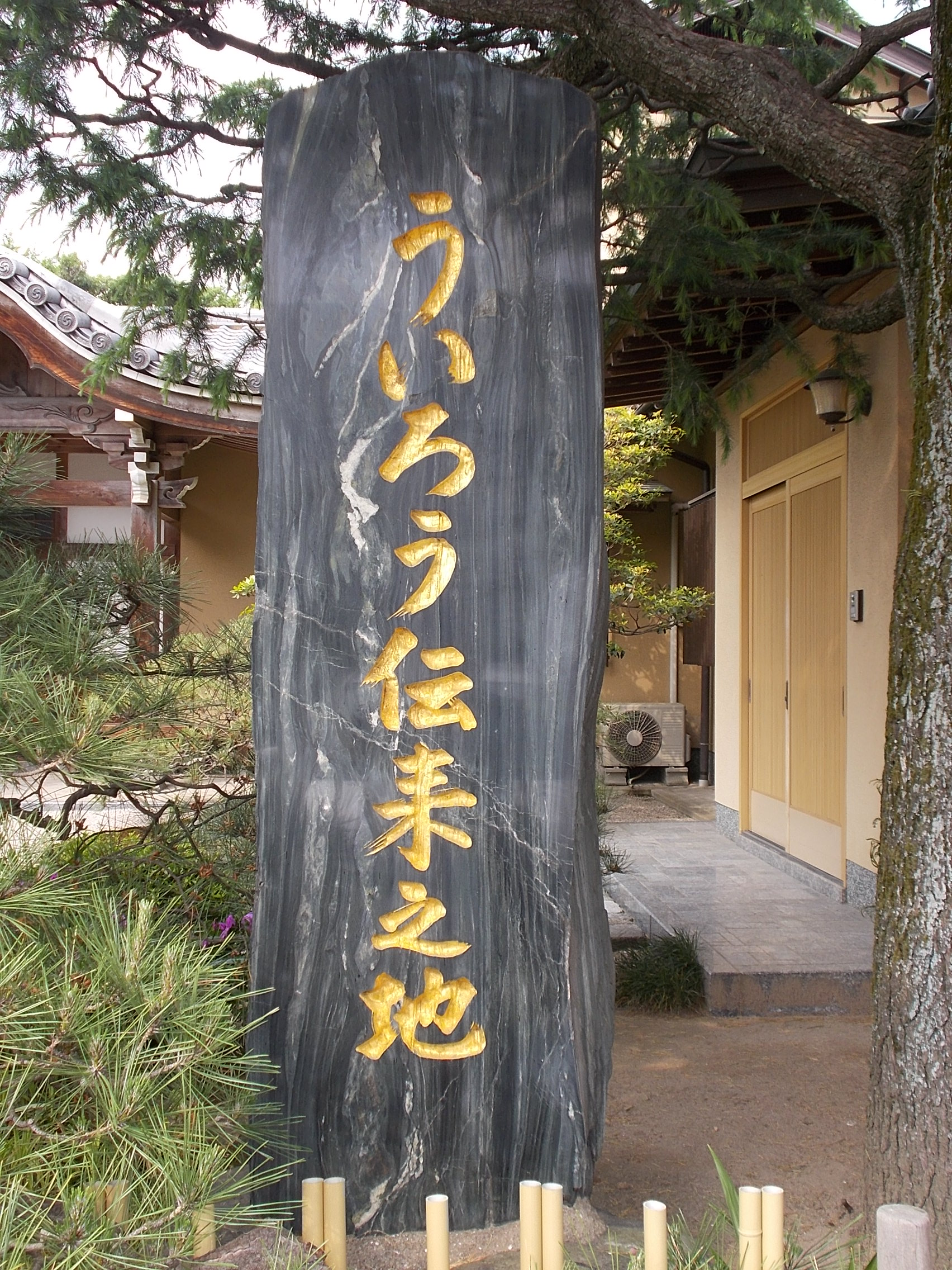
Gedenkstein im Myōraku-Tempel (Myōraku-ji), Fukuoka

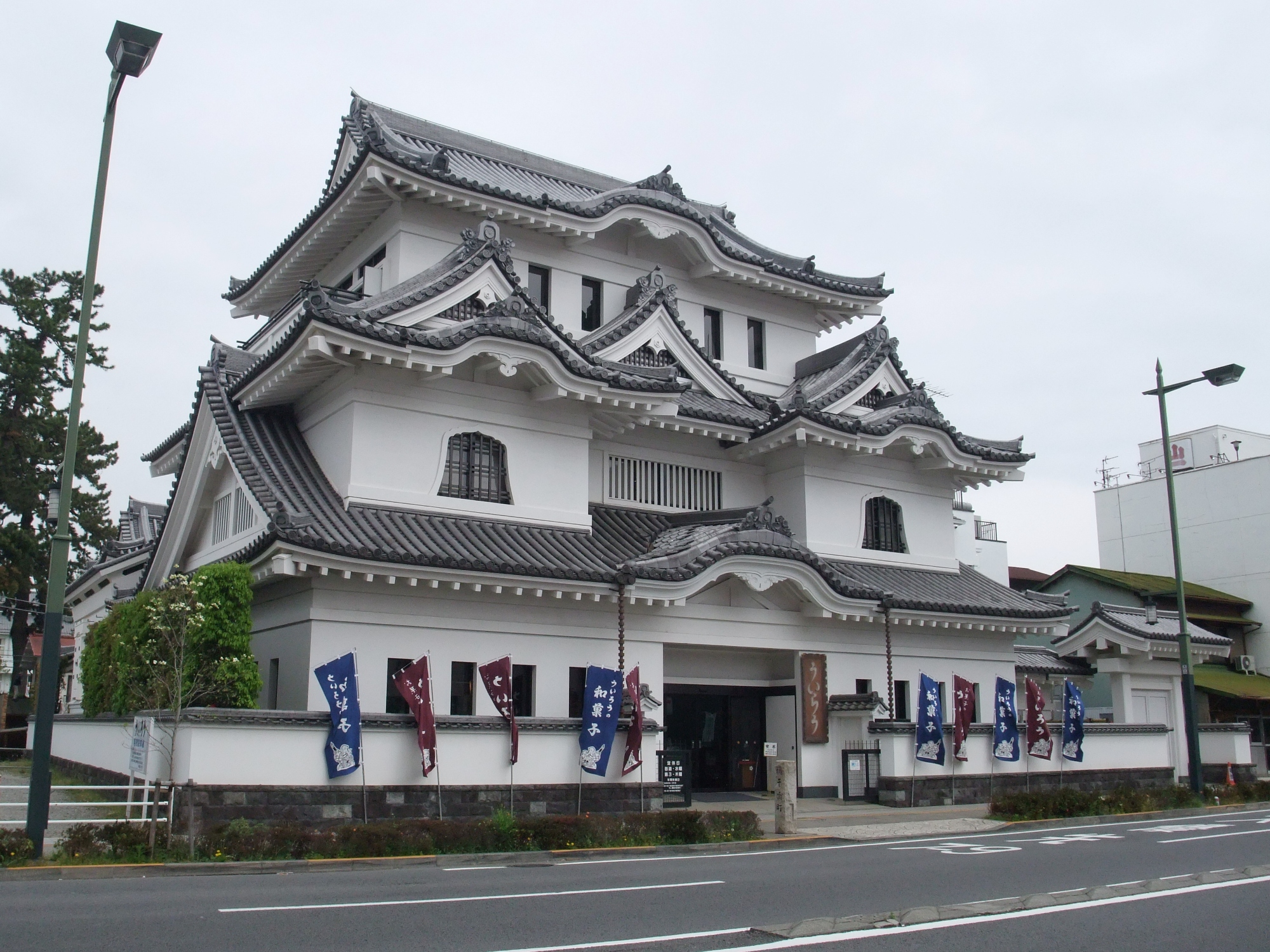
Uirō-Handlung in Odawara

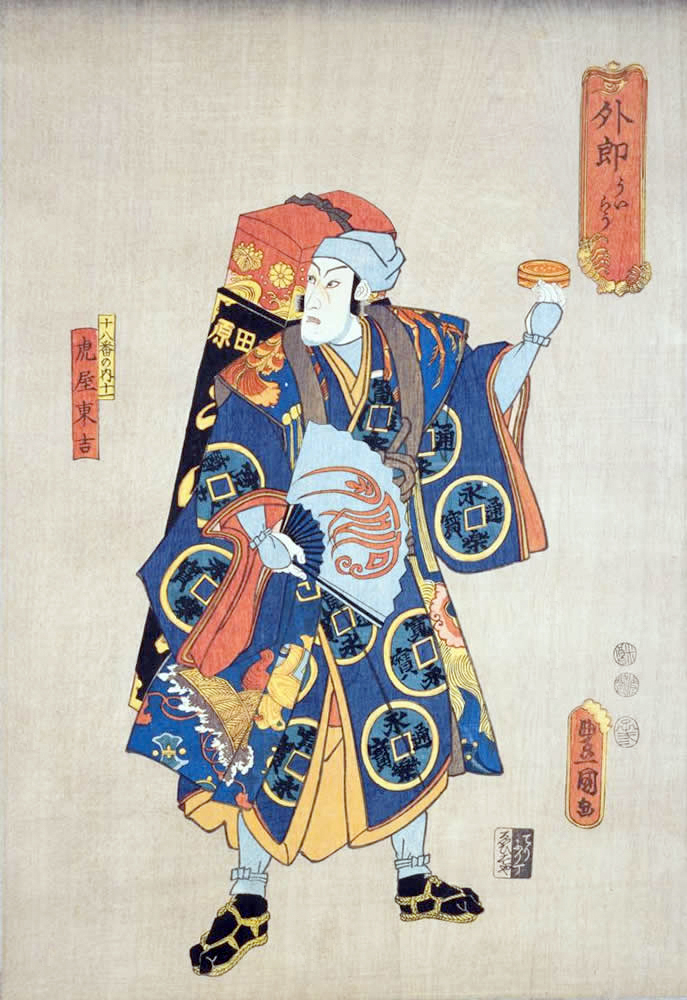
Uirō-Händler in der gleichnamigen Kabuki-Szene, gespielt von Ichikawa Danjūrō (9. Generation). Holzblockdruck Ende 19. Jh.

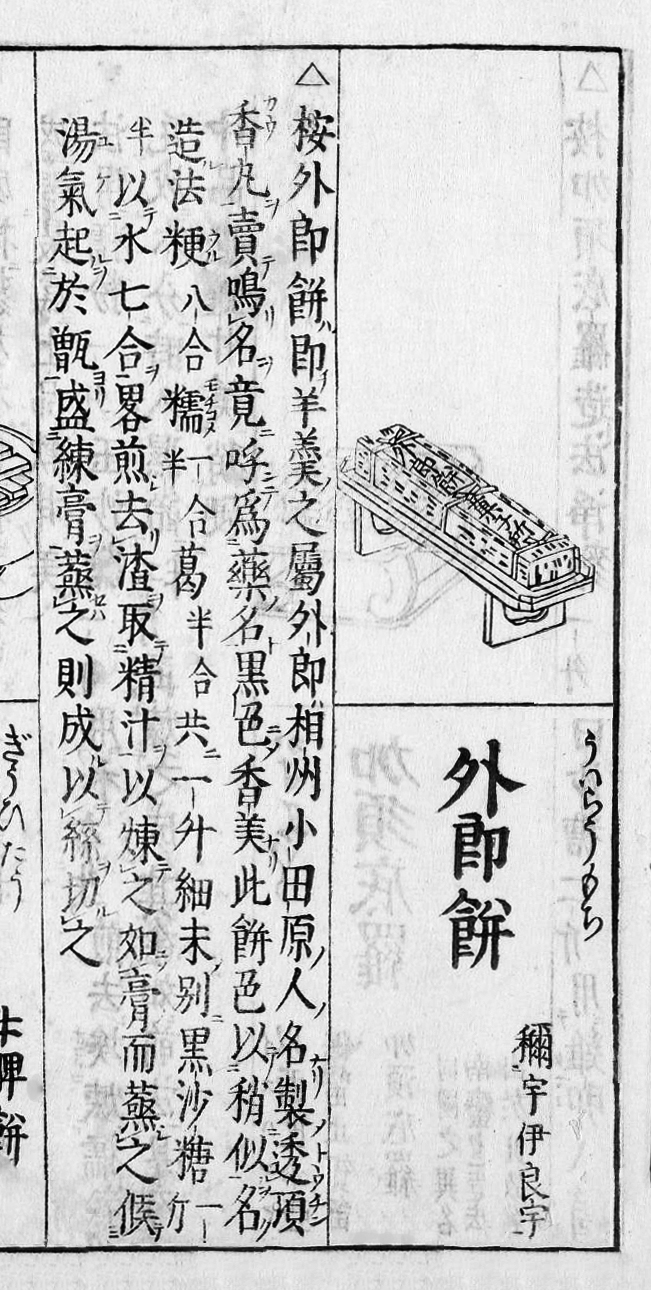
Uirō-Konfekt in der Enzyklopädie Wakan Sansai Zue (1712)

Uirō (jap. ういろう) ist der Name des ältesten medizinischen Handelspräparats Japans und zugleich der Name eines davon abgeleiteten Konfekts.

## Herkunft
In der zweiten Hälfte des 14. Jahrhunderts, nach dem Sturz der Yüan-Dynastie, floh ein Chinese namens Chen Yanyou (陳 延祐) alias Zongjing aus Taizhou in der Provinz Zhejiang nach Japan. Hier fand er zunächst im Myōraku-Tempel zu Hakata (heute Teil der Stadt Fukuoka) Unterkunft, der Anlaufstelle für offizielle Besucher vom Festland. In China hatte er eine Wailang (外郎, wörtlich „Außenmann“) genannte Position ohne Geschäftsbereich im Ministerium für Riten inne. Nunmehr begann er einen Handel mit importierten chinesischen Heilmitteln.
Anfang des 15. Jahrhunderts unternahm sein Sohn Zongqi (陳 宗奇, japan. Sōki) eine Reise nach China und brachte ein Mittel namens Tōchinkō (透頂香) mit, das bei Übelkeit, Magen- und Darmbeschwerden, bei Kopfschmerzen und Schwächeanfällen half. Dank einer geschickten Verkaufsstrategie wurden die Pillen bald unter dem Namen Uirō, einer Verballhornung von Wailang, bekannt. Der Überlieferung zufolge bewirtete die Familie Besucher mit Konfekt, das sie Uirō-Konfekt nannten. In der Folge verbreitete sich Uirō sowohl als Name des Heilmittels als auch des Konfekts.
Der Urenkel von Chen Yanyou mit dem japanischen Namen Uno Sadaharu (宇野 定治) zog 1504 auf Einladung des lokalen Feudalherren Hōjō Sōun nach Odawara und gründete dort eine Arzneimittelhandlung für Uirō. Hier produziert und vertreibt dieser Familienzweig das Mittel bis zum heutigen Tag. Ein ambulanter „Uirō-Händler“ im Kabuki-Theater verankerte den Namen schließlich im Volksgut. Die Uirō-Handlung in Odawara an der „Ostmeerstraße“ (Tōkaidō) wurde zu einer in den damaligen Reiseführern (dōchūki) verzeichneten Sehenswürdigkeit, die bis heute an Bekanntheit kaum verloren hat. Während der Edo-Zeit war Uirō auch in Kyoto erhältlich.

## Uirō als Heilmittelpräparat
Uirō wird als Pille mit einem silbernen Überzug vertrieben. Die heutige Handelspackung enthält 428 Pillen. Sie enthalten Ginseng, Moschus, Campher, Zimt-Rinde, Gewürznelken, Catechu, Süßholz, Borax, Menthol, Amomum-Samen.

## Uirō-Konfekt
Das Uirō-Konfekt, auch Uirō-mochi (外郎餅) genannt, ist wie viele der japanischen Konfekte ein aus Reismehl hergestelltes geleeartiges, leicht klebriges Küchlein in vielerlei Formen, das schwach gesüßt mit Geschmacksgebern wie Tee (matcha), Nüssen, Adzukibohnenpaste u. a. m. angereichert wird. Es erscheint erstmals 1712 in Terajima Ryōans Enzyklopädie Wakan Sansai Zue, verbreitete sich im 19. Jh. weiträumig und wird heute in Odawara, Kuwana, Nagoya, Ise (Mie), Yamaguchi und Nakatsu in allerlei Varianten hergestellt und vertrieben.

## Uirō-Händler im Kabukitheater
Uirō-uri" (外郎売り ‚Uirō-Händler‘) war zunächst eine 1718 im Morita Kabuki-Theater von Edo erstmals aufgeführte Szene in einem Stück von Chikamatsu Genzaburō. Sie wurde von Ichikawa Danjurō (2. Generation) und dessen Nachfolgern über Generationen hinweg gespielt, im 19. und 20. Jahrhundert erweitert, in andere Stücke integriert und bis heute immer wieder aufgefrischt. Der Verkäufer preist in rasanten Zungenbrechern das Heilmittel und seine wundersamen Wirkungen.

## Galerie

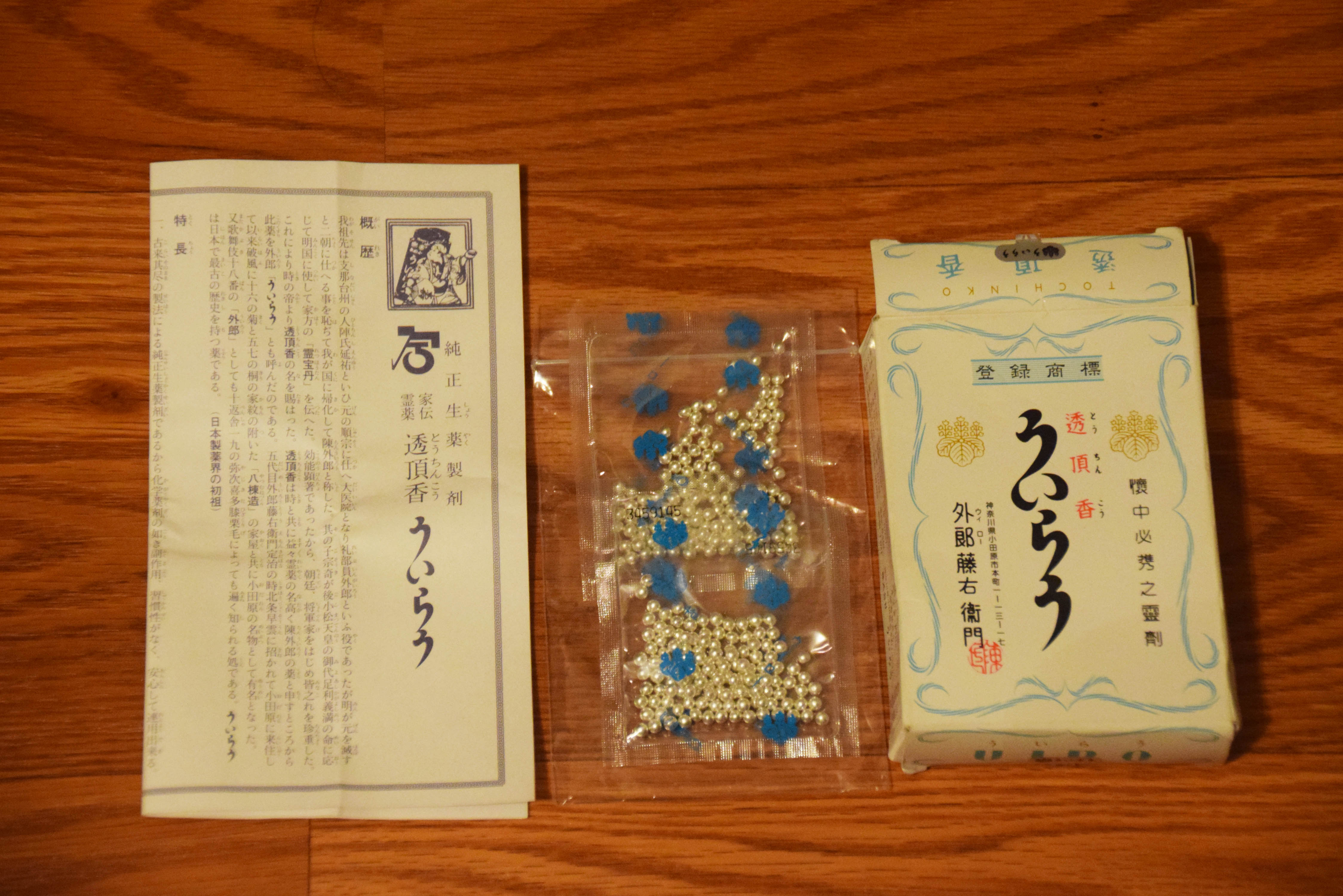
Uirō aus Odawara
Uirō-Pillen aus Odawara
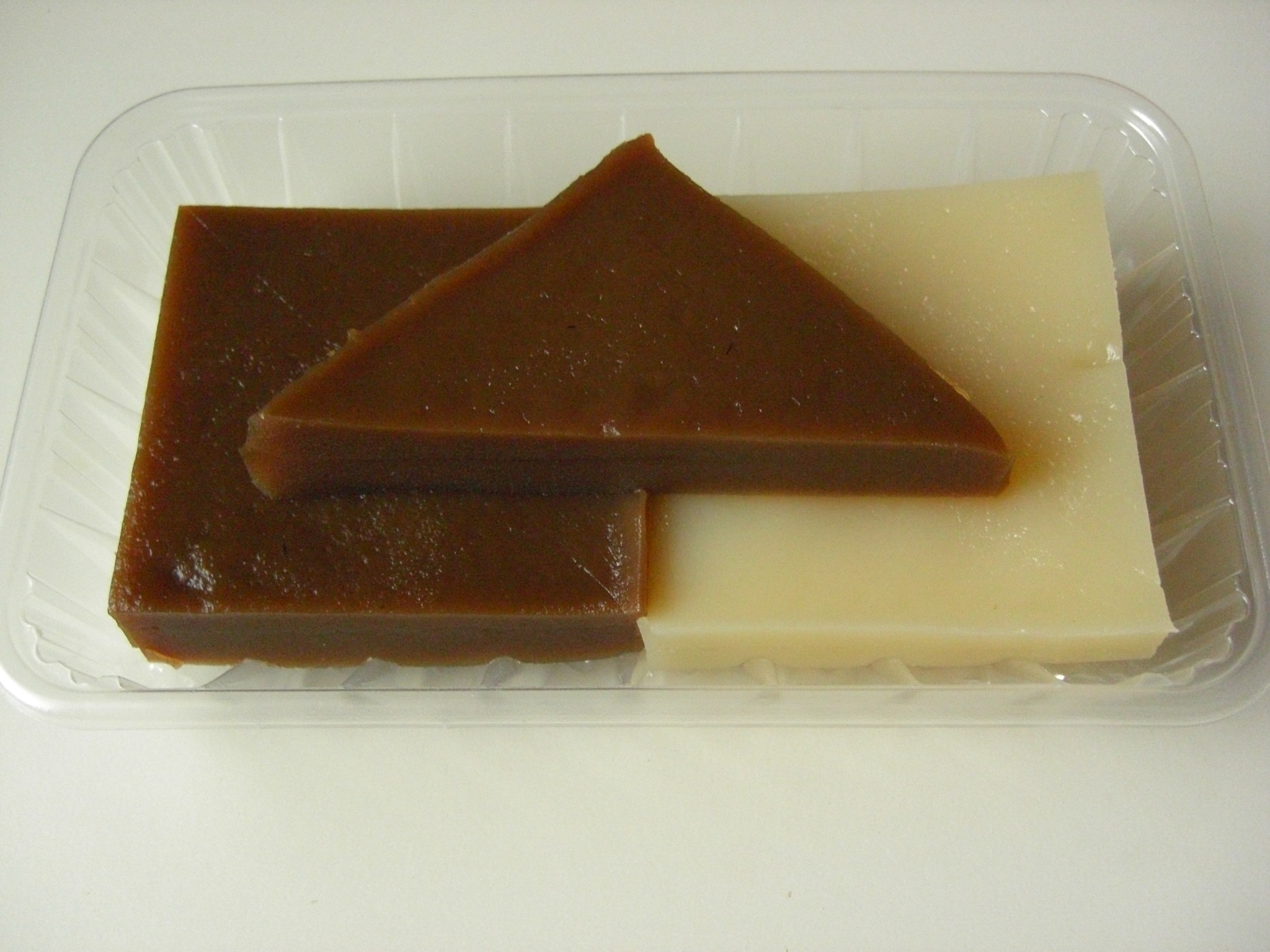
Uirō-Konfekt in Blockform
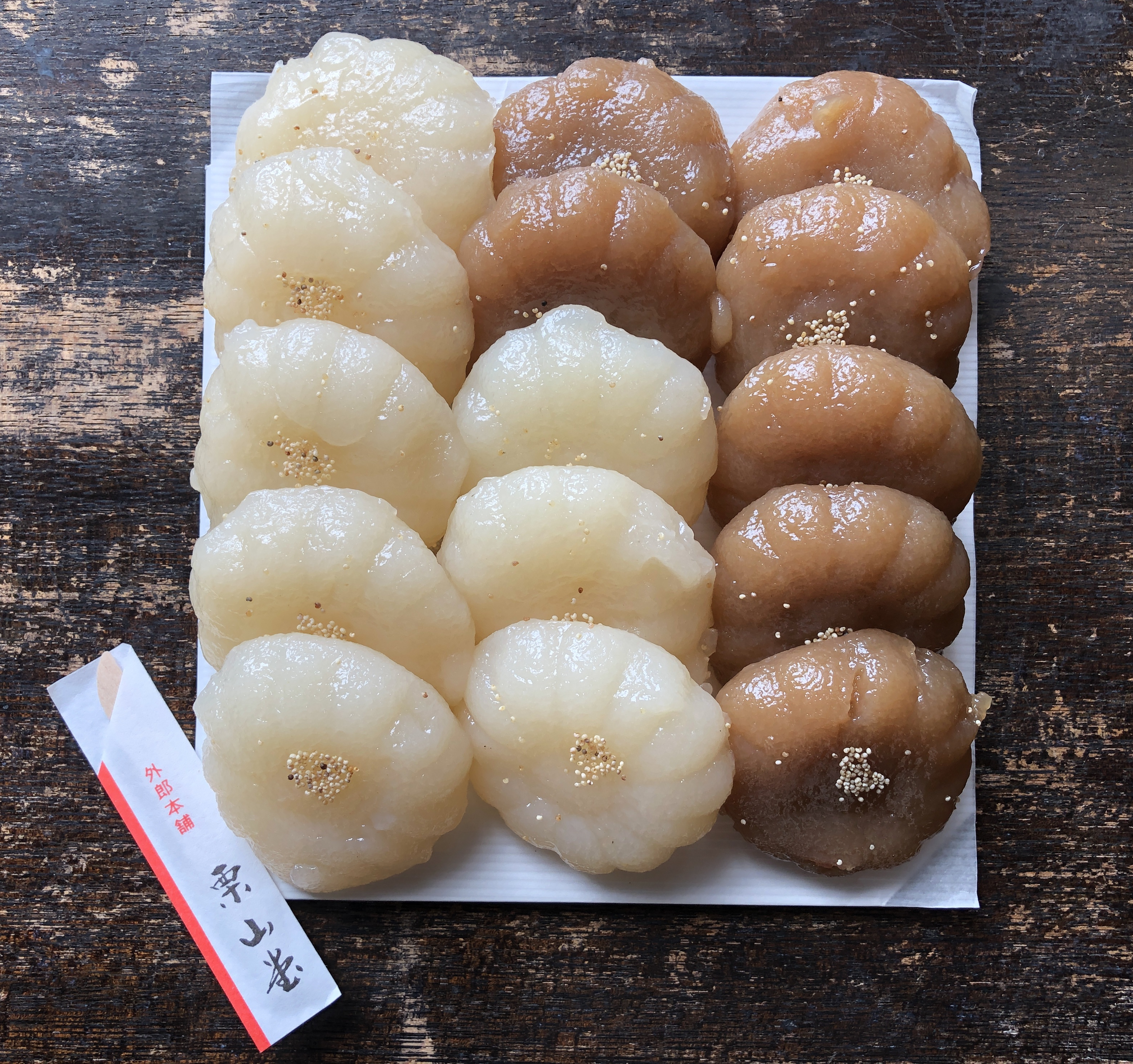
Uirō-Konfekt aus Nakatsu (Präfektur Ōita)
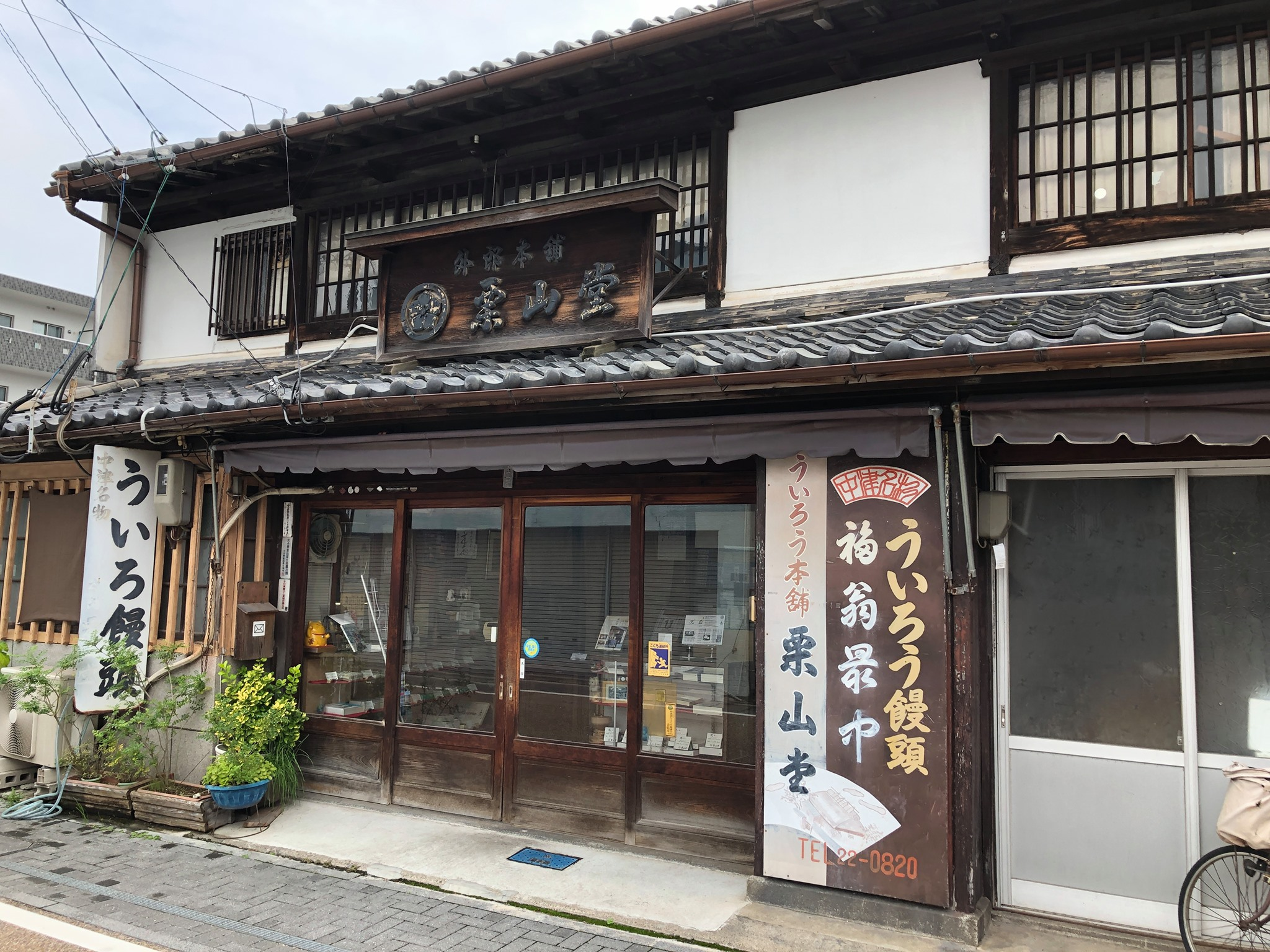
Alte Uirō-Konfekt-Handlung in Nakatsu
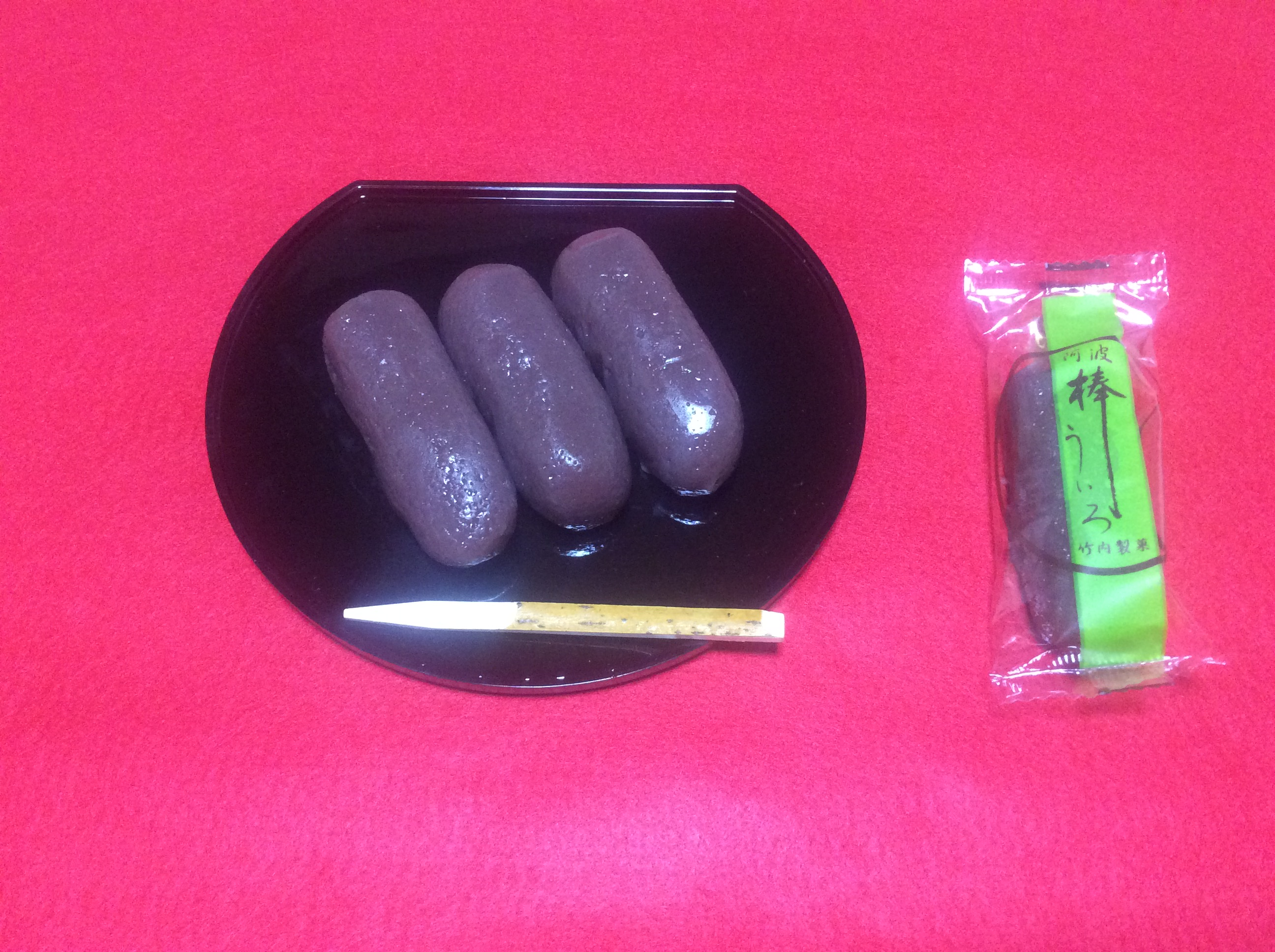
Stabförmiges Uirō-Konfekt (Bō-uirō)
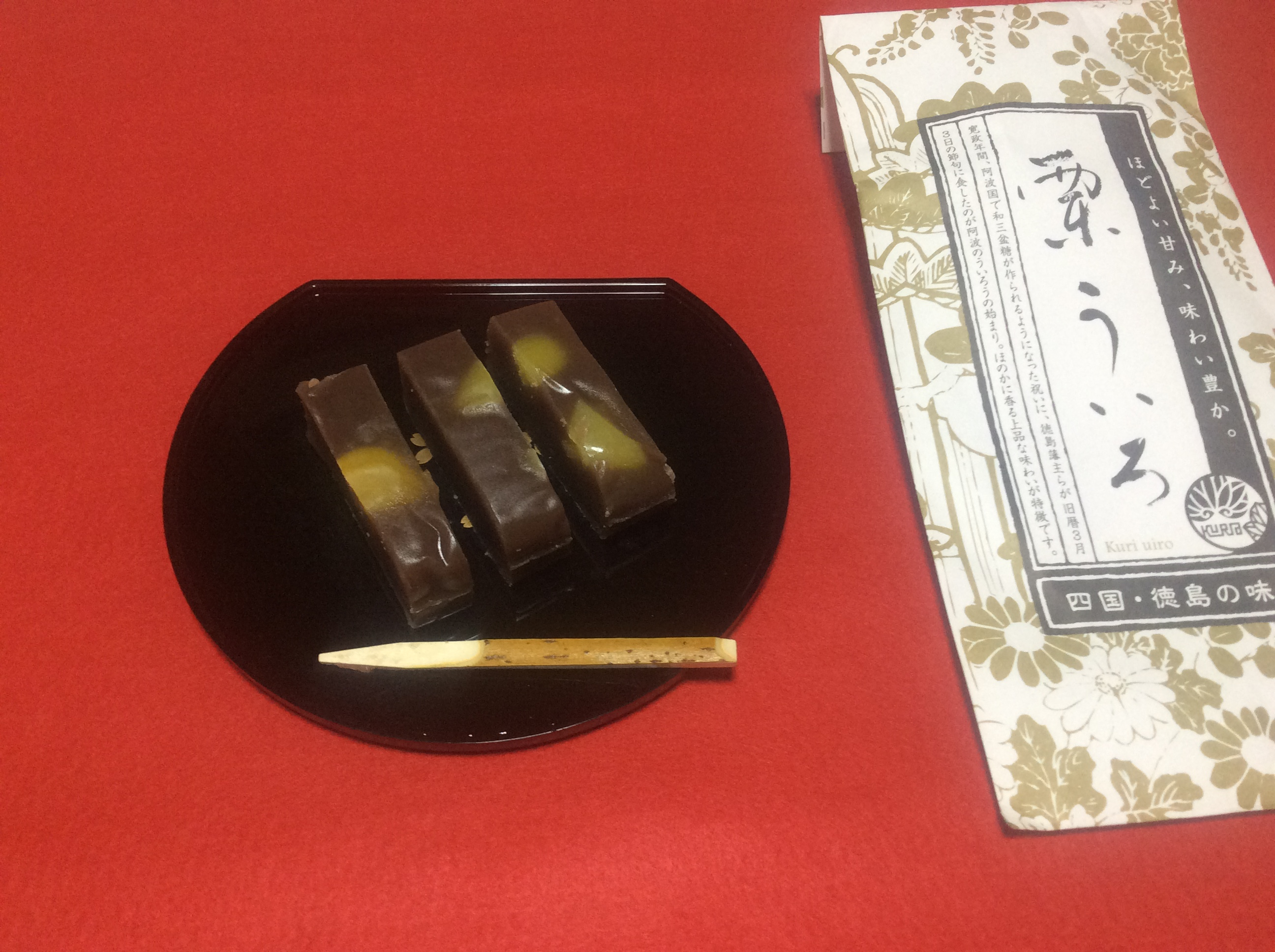
Uirō-Konfekt mit Kastanien